# Thelypteris praetervisa
Thelypteris praetervisa är en kärrbräkenväxtart som först beskrevs av Oskar Kuhn, och fick sitt nu gällande namn av Alan Reid Smith. Thelypteris praetervisa ingår i släktet Thelypteris och familjen Thelypteridaceae. Inga underarter finns listade.